# Grandes Rousses
Il massiccio dei Grandes Rousses è situato nelle francesi Alpi del Delfinato. Il massiccio interessa i dipartimenti dell'Isère e della Savoia. L'Oisans copre una parte del massiccio ed ospita dei ghiacciai relativamente alti, superati solamente in dimensione dai ghiacciai dell'Écrins e della Vanoise.

## Classificazione

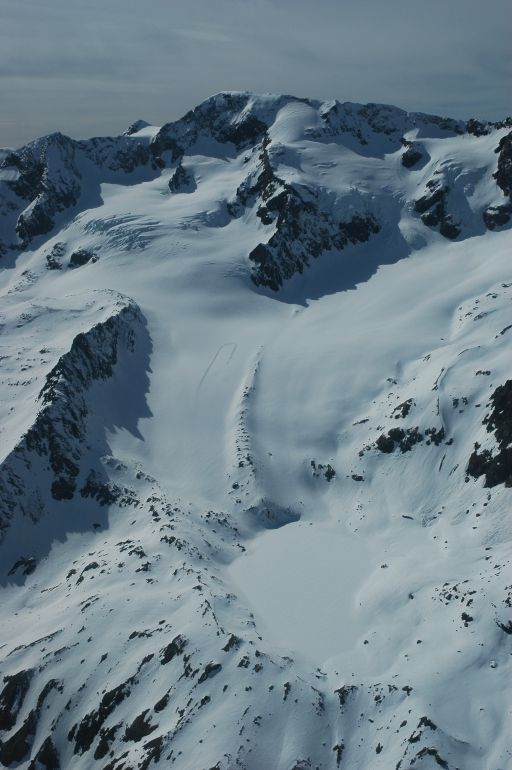
Il Pic Bayle ed in basso il Glacier des Quirlies.

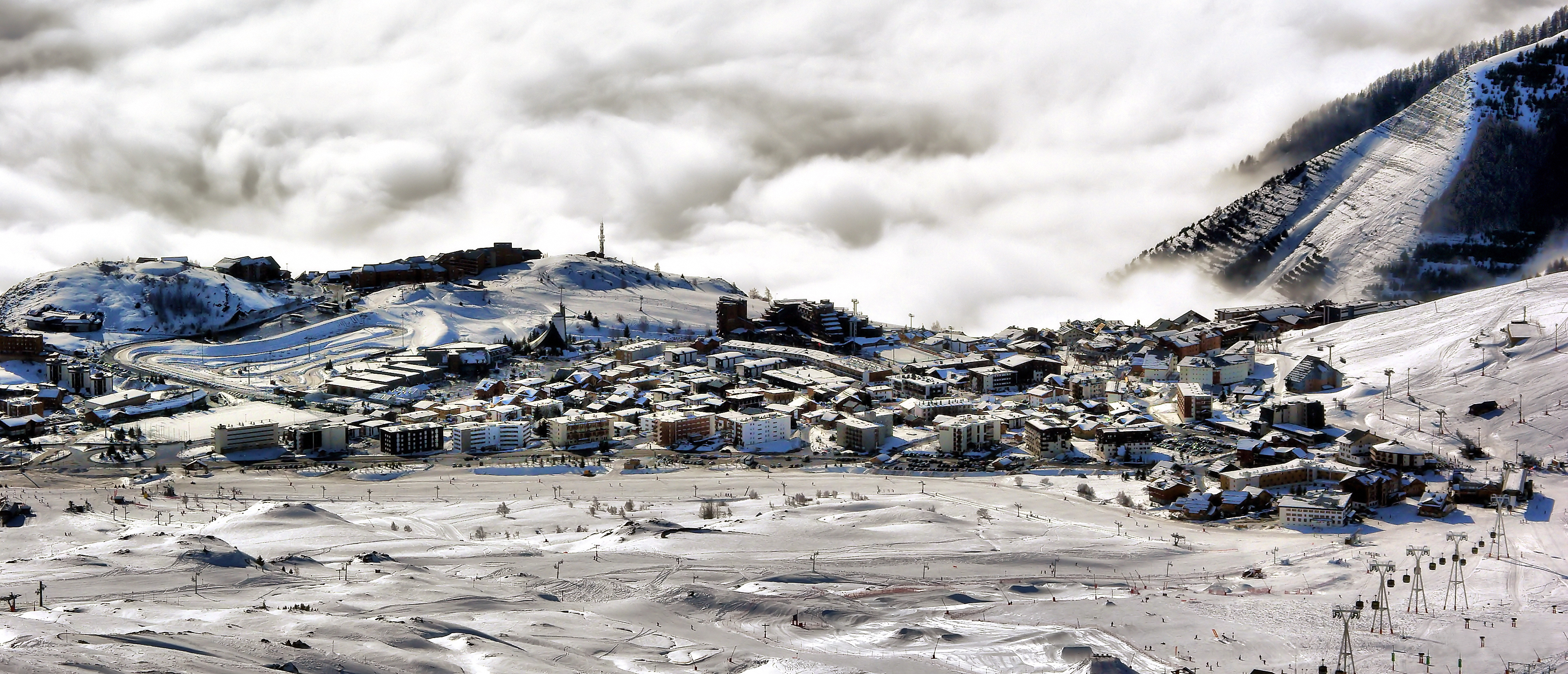
Alpe d'Huez

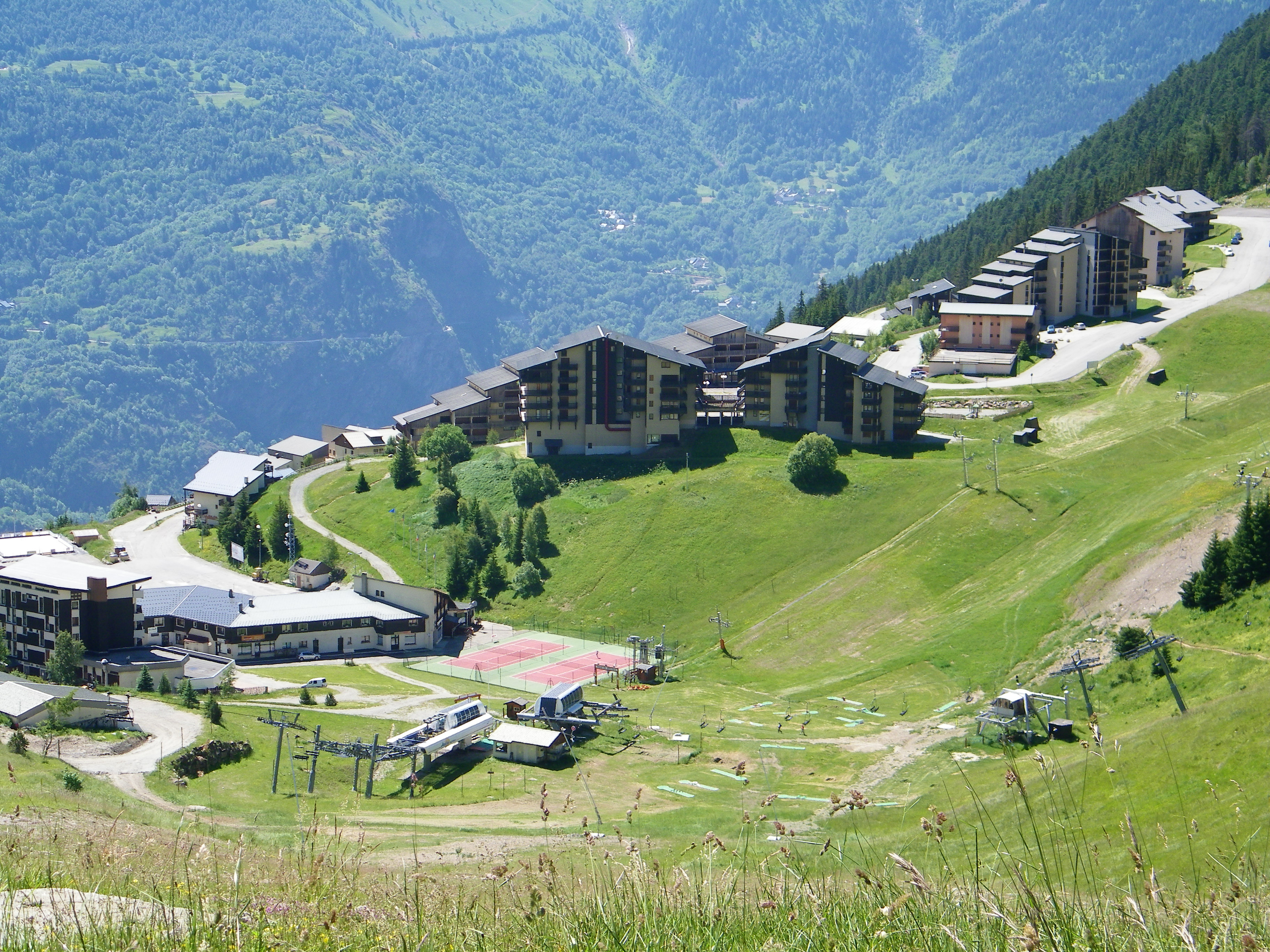
Auris

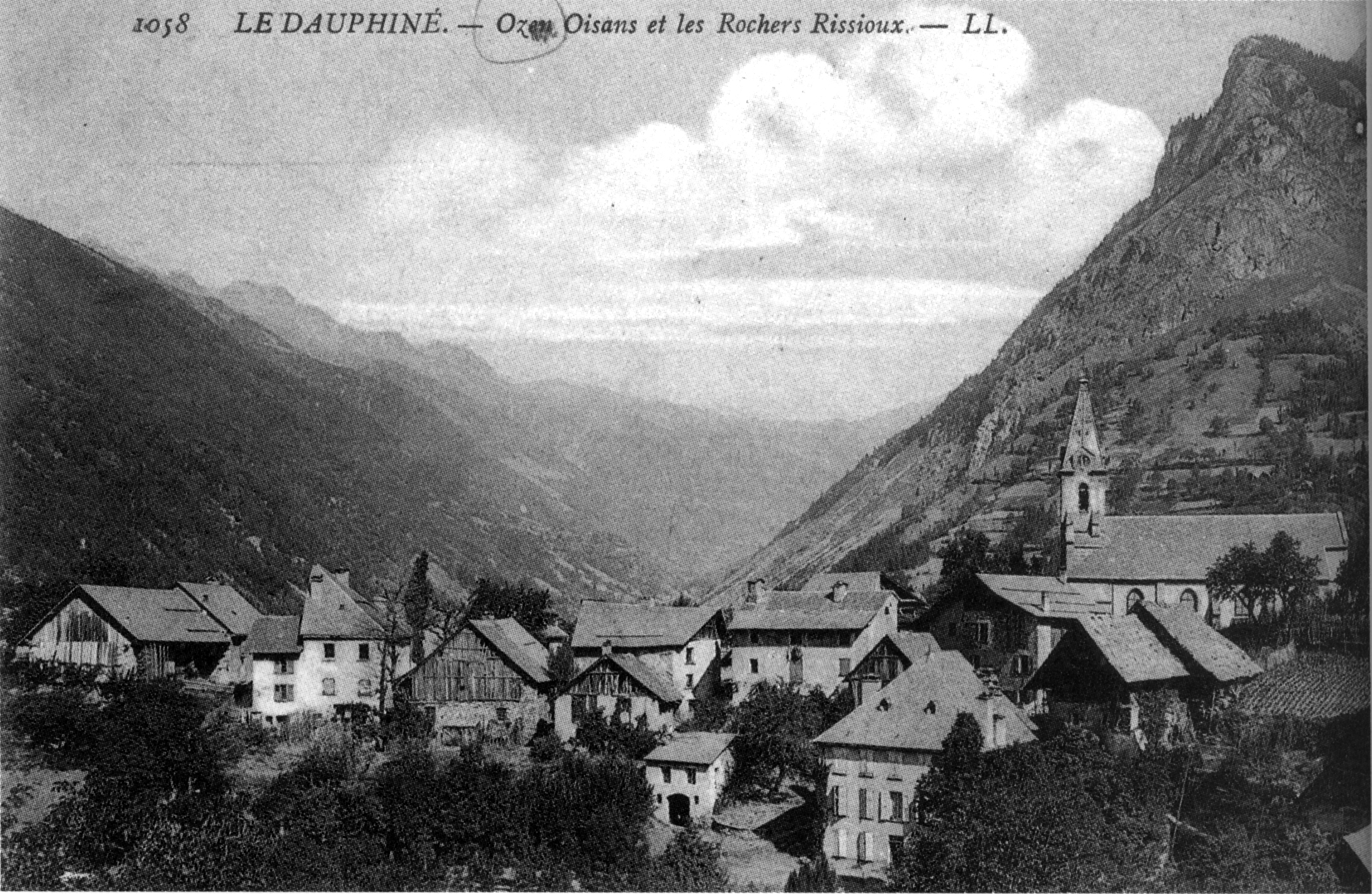
Oz

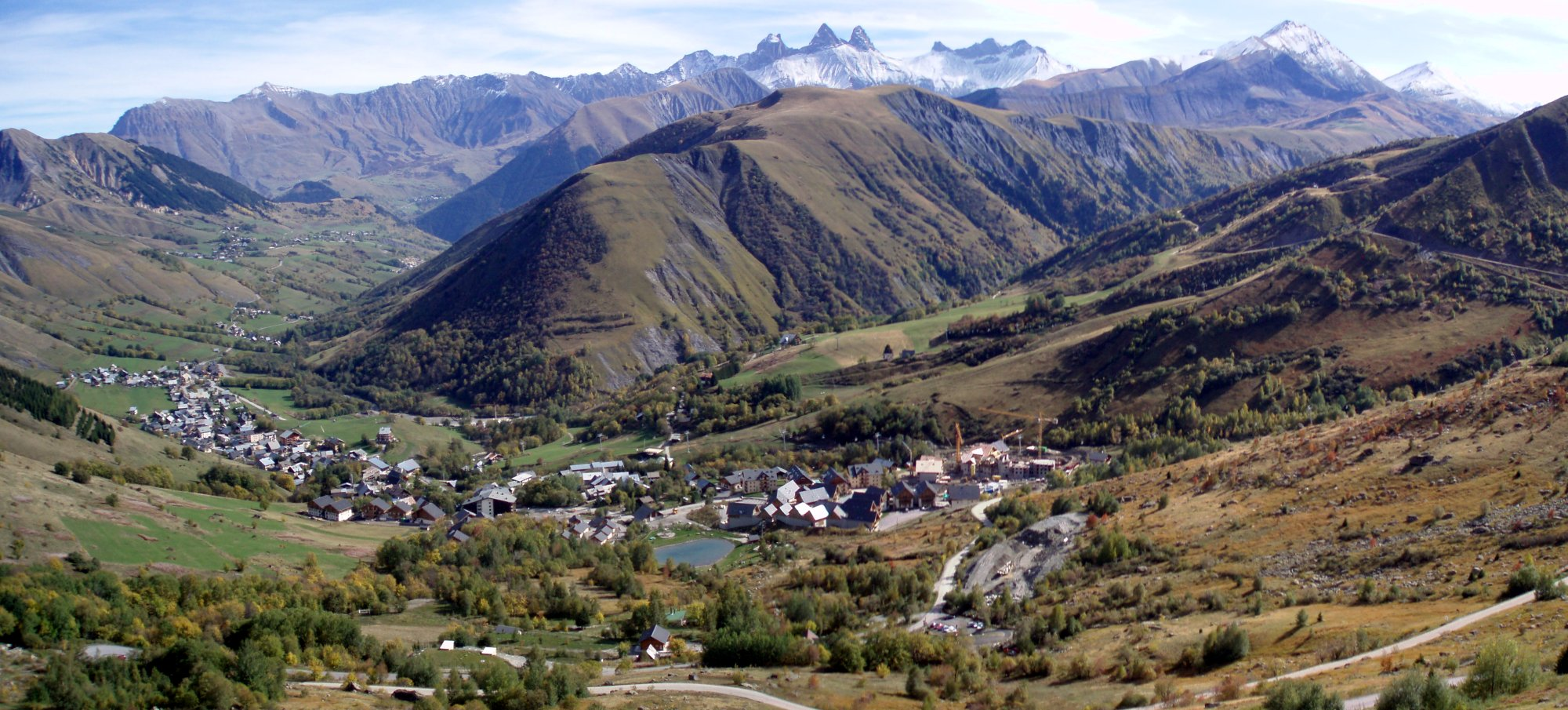
Saint-sorlain-d'Arves

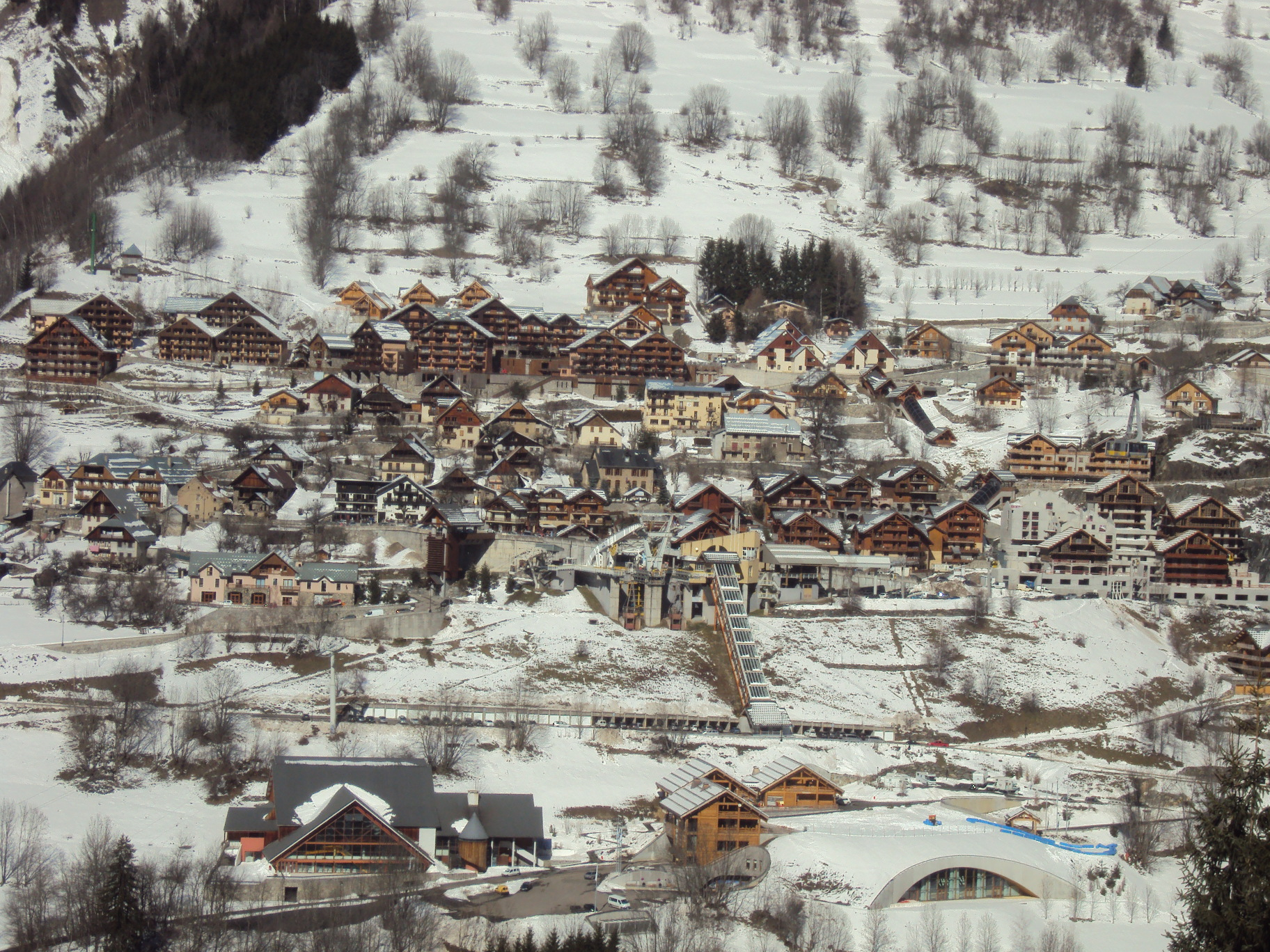
Vaujany

Secondo la SOIUSA il massiccio è un supergruppo con la seguente classificazione:
- Grande parte = Alpi Occidentali
- Grande settore = Alpi Sud-occidentali
- Sezione = Alpi del Delfinato
- Sottosezione = Alpi delle Grandes Rousses e delle Aiguilles d'Arves
- Supergruppo = Grandes Rousses
- Codice = I/A-5.I-B

## Delimitazioni
Ruotando in senso orario i limiti geografici sono: Colle del Glandon, torrente Glandon, fiume Arc, torrente Arvan, Col des Près Nouveaux, torrente Romanche, torrente Eau d'Olle, Colle del Glandon.

## Suddivisione
Secondo la SOIUSA, il massiccio è suddiviso in due gruppi e due sottogruppi:
- Massiccio dei Grande Rousses (3)
  - Gruppo del Pic de l'Etendard (3.a)
    - Cresta Etendard-Sauvage-Cochette (3.a/a)
    - Cresta Aiguillettes-Rissiou (3.a/b)

  - Gruppo del Pic Bayle (3.b)
    - Cresta Bayle-Savoyat-Lac Blanc (3.b/a)
    - Cresta del Dôme des Petites Rousses (3.b/b)
- Gruppo dell'Ouillon (4)

## Principali vette
- Pic Bayle - 3465 m
- Pic de l'Étendard - 3464 m
- Pic du Lac Blanc - 3323 m
- Cimes de la Cochette - 3241 m
- Cime de la Barbarate - 3226 m
- Cime du Grand Sauvage - 3216 m
- Dôme de la Cochette - 3041 m
- Pic de l'Herpie - 3012 m
- Roc de la Balme - 2872 m
- Cime de la Valette - 2858 m
- Dôme des Petites Rousses - 2810 m
- Sommet de l'Ouillon - 2.431 m

## Principali ghiacciai
- Glacier des Rousses
- Glacier de Sarenne
- Glacier des Quirlies
- Glacier de Saint-Sorlin
- Glacier de la Barbarate
- Glacier des Malatres

## Attività

### Stazioni di sport invernali
- Alpe d'Huez
- Auris-en-Oisans
- Oz
- Saint-Sorlin-d'Arves
- Vaujany
- Villard-Reculas